# Османбей (станція метро)
41°03′11″ пн. ш. 28°59′15″ сх. д. / 41.053034809627° пн. ш. 28.987365507573° сх. д.
Осма́нбей (тур. Osmanbey) — станція лінії М2 Стамбульського метрополітену. Відкрита 16 вересня 2000.
Розташована: у південно-центральній частині Шишлі під Халаскаргазі-авеню. Вихід на торгову вулицю Джумхуррієт (тур. Cumhurriyet Caddesi), а також початок фешенебельних районів Нішанташі та Тешвікьє з дорогими крамницями, ресторанами та готелями
Конструкція: трипрогінна станція глибокого закладення з однією острівною платформою.
Пересадки:
- Автобуси: 25G, 30A, 30M, 46Ç, 46E, 46H, 46KT, 46T, 48N, 54Ç, 54E, 54K, 54ÖR, 54P, 54T, 66, 69A, 70D, 70FE, 70FY, 70KE, 70KY, 74, 74A, 202, 256, DT1, DT2

## Пам'ятки поруч
- Музей Ататюрка[tr]
- Бомонті[tr]
- Долапдере[tr]
- Театр просто неба Джеміля Топузлу[tr]
- Ферікьой[tr]
- Куртулуш[tr]
- Стамбульський виставковий та конгресовий центр Лютфі Кирдар
- Нішанташі[tr]
- Мечеть Османбей
- Школа Пангалти Мхітарян[en]
- Пангалти[en]
- Вірменський цвинтар Пангалти[en]
- Католицький цвинтар Пангалти[en]
- Церква Святого Духа[en]
- Мечеть Султана Беязида
- Мечеть Тешвікіє[tr]

| Попередня станція                  | Лінія | Лінія                           | Лінія | Наступна станція  |
| ---------------------------------- | ----- | ------------------------------- | ----- | ----------------- |
| Шишлі — Меджидієкьой до Хаджиосман |       | M2 (Стамбульський метрополітен) |       | Таксим до Єнікапи |